# Динценхофер, Юстус
Юстус Генрих Динценхофер (нем. Justus Heinrich Dientzenhofer; 5 ноября 1702, Фульда — 4 декабря 1744, Бамберг) — немецкий архитектор южногерманского барокко, один из представителей знаменитой семьи мастеров-строителей Динценхоферов.

## Биография
Юстус Генрих Динценхофер родился в семье Иоганна Динценхофера, который в то время был архитектором Фульды. Не позднее 1711 года семья переехала в Бамберг, где отец также, ещё с 1708 года участвовал в нескольких строительных проектах.
Юстус Генрих учился строительному ремеслу у отца. После смерти отца в 1726 году он взял на себя выполнение его проектов и подал заявку на должность придворного архитектора архиепископа Бамберга. Он получил эту должность, но с 1726 по 1729 год начальниками строительного управления Бамберга были Максимилиан фон Вельш и, затем, Бальтазар Нейман. Помимо планирования и разработки строительных проектов, Юстус также был руководителем работ в мастерской Неймана.
В 1728 году он предпринял поездку в Прагу, где, вероятно, встретил своего тогда уже знаменитого двоюродного брата Килиана Игнаца Динценхофера. После возвращения он женился на Анне Катарине Бургер, которая за следующие несколько лет родила трёх дочерей и в 1738 году сына Георга Антона. В 1732 году Юстус Динценхофер построил для себя дом в Бамберге по адресу Нонненбрюке 1.
Поскольку Бальтазар Нейман не был удовлетворен работой Юстуса в качестве руководителя строительства, он вызвал в Бамберг в 1735 году архитектора из Майнца Иоганна Якоба Михаэля Кюхеля. Кюхель был назначен придворным архитектором принца-епископа Фридриха Карла, так что Юстус Генрих Динценхофер мог занимать только третье место в строительной иерархии. Тем не менее 30 сентября 1736 года он был избран членом городского совета Бамберга.
Юстус Генрих не смог добиться славы отца и своих дядей Георга, Вольфганга, Кристофа и Леонарда, а также двоюродного брата Килиана Игнаца Динценхофера. Он умер в возрасте всего сорока двух лет.